# Noyelles-sur-Selle
 Noyelles-sur-Selle  es una población y comuna francesa, en la región de Norte-Paso de Calais, departamento de Norte, en el distrito de Valenciennes y cantón de Buchain.

## Demografía
| 772 | 757 | 791 | 806 | 820 | 826 |
| Para los censos de 1962 a 1999 la población legal corresponde a la población sin duplicidades (Fuente: INSEE [Consultar]) |     |     |     |     |     |